# Clytra jelineki
Clytra jelineki es un coleóptero de la familia Chrysomelidae. Fue descrita científicamente por primera vez en 1980 por Lopatin.